# Chuxiong, Chuxiong
Chuxiong, tidigare romaniserat Tsuyung, är en stad på häradsnivå och huvudort i Chuxiong, en autonom prefektur för yifolket-folken i Yunnan-provinsen i sydvästra Kina. Den ligger omkring 130 kilometer väster om provinshuvudstaden Kunming.